# Jimmy Melia
Pour les articles homonymes, voir Melia (homonymie).
Jimmy Melia, né le 1er novembre 1937 à Liverpool (Angleterre), est un footballeur anglais, qui évoluait au poste de milieu de terrain à Liverpool et en équipe d'Angleterre.
Melia a marqué un but lors de ses deux sélections avec l'équipe d'Angleterre en 1963.

## Carrière
- 1954-1964 : Liverpool
- 1964 : Wolverhampton Wanderers
- 1964-1968 : Southampton
- 1968-1972 : Aldershot
- 1972 : Crewe Alexandra

## Palmarès

### En équipe nationale
- 2 sélections et 1 but avec l'équipe d'Angleterre en 1963.

### Avec Liverpool
- Vainqueur du Championnat d'Angleterre en 1964.
- Vainqueur du Championnat d'Angleterre de deuxième division en 1962.